# 荻原秀夫
荻原 秀夫（おぎわら ひでお、1915年4月23日 - 2004年6月14日）は、日本の小説家。

## 略歴
群馬県生まれ。内務省警察講習所（警察大学校）卒。警視庁に十年間勤務し、山岡荘八に師事、戦後犯罪小説や推理小説を書いた。妻は詩人の荻原欣子（1925-2018）。

## 著書
- 『堕胎と避姙』犯罪対策研究所 1949
- 『狙われた女たち 戦後情痴事件真相集』あまとりあ社 1955
- 田多羅捃志 述『化粧の秘密 名刑事ノート』大日本雄弁会講談社 1956
- 『ダイヤル110番は鳴る』南旺社 1958
- 『殺人獣』 (ダイヤル110番シリーズ 第1)南旺社 1958
- 『血ぬられた欲情』 (ダイヤル110番シリーズ 第2) 南旺社 1958
- 『肉体地獄』 (ダイヤル110番シリーズ第3)南旺社 1958
- 『犯人月光に消ゆ』 (ダイヤル110番シリーズ 第4)南旺社 1958
- 『東京殺人街』 (東京選書)東京ライフ社 1958
- 『俺は情婦を殺す』浪速書房 1958
- 『黒帯お嬢さん』雄文社 1959
- 『意地っぱり社員』雄文社 1959
- 『大都会の殺し屋』新東京書房 1960
- 『俺の眼は光っている』豊書房 1961
- 『ずぶとい青春』春陽文庫 1971
- 『華麗なる殺意』光風社出版 1980
- 『地下鉄連続殺人事件 天海警部捜査メモ』 (Big books) 青樹社 1986
- 『秘湯殺人事件 サスペンス』 (文華新書・小説選集) 日本文華社 1986
- 『寝台特急出羽日本海殺人事件 天海警部捜査メモ』 (Big books) 青樹社 1987
- 『みちのく新幹線やまびこ殺人事件 天海警部捜査メモ』 (Big books) 青樹社 1987
- 『いで湯特急南紀・大和路殺人事件 天海警部捜査メモ』 (Big books) 青樹社 1987
- 『会津路殺人特急』 (Kosaido blue books) 広済堂出版 1988
- 『特急北斗ニセコ・積丹殺人事件 天海警部捜査メモ』 (Big books) 青樹社 1988
- 『木曽路殺人特急』 (Kosaido blue books) 広済堂出版 1988
- 『寝台特急あさかぜ別府・唐津殺人事件 天海警部事件メモ』 (Big books) 青樹社 1988
- 『立山黒部アルペンルート殺人事件 天海警部捜査メモ』 (Big books) 青樹社 1989
- 『信濃路殺人特急』 (Kosaido blue books) 広済堂出版 1989
- 『讃岐路殺人特急』 (Kosaido blue books) 広済堂出版 1989
- 『戦国大名 闘魂武勇列伝』広済堂文庫 特選時代小説 1989
- 『阿蘇・雲仙ロマンルート殺人事件 天海警部捜査メモ』 (Big books) 青樹社 1989
- 『飛騨高山旅情殺人事件 天海警部捜査メモ』 (Big books) 青樹社 1990
- 『みちのく殺人特急』 (Kosaido blue books) 広済堂出版 1990
- 『尾道文学紀行殺人事件 天海警部捜査メモ』 (Big books) 青樹社 1990
- 『山陰路殺人特急』 (Kosaido blue books) 広済堂出版 1990
- 『紀州火祭り殺人行』 (Kosaido blue books) 広済堂出版 1991
- 『夢二恋うた殺人事件 天海警部捜査メモ』 (Big books) 青樹社 1991
- 『足摺岬・四万十川殺人旅情 天海警部捜査メモ (Big books) 青樹社 1992
- 『南九州歴史探訪殺人事件 天海警部捜査メモ』 (Big books) 青樹社 1992
- 『恐山・十和田湖殺人旅愁』青樹社 1992
- 『博多慕情殺人ルート 牛王丸警部捜査メモ』あきつ出版 1992
- 『山手線殺人事件』 (Big books) 青樹社 1993
- 『福岡-東京殺人ルート めんそーれ沖縄!』春陽文庫 1993
- 『奥飛騨殺人行』 (Kosaido blue books) 広済堂出版 1993
- 『信濃・甲州路殺人旅行』春陽文庫 1994
- 『桃太郎伝説殺人事件』春陽文庫 1994